# Kościół Najświętszego Serca Pana Jezusa w Lubięcinie

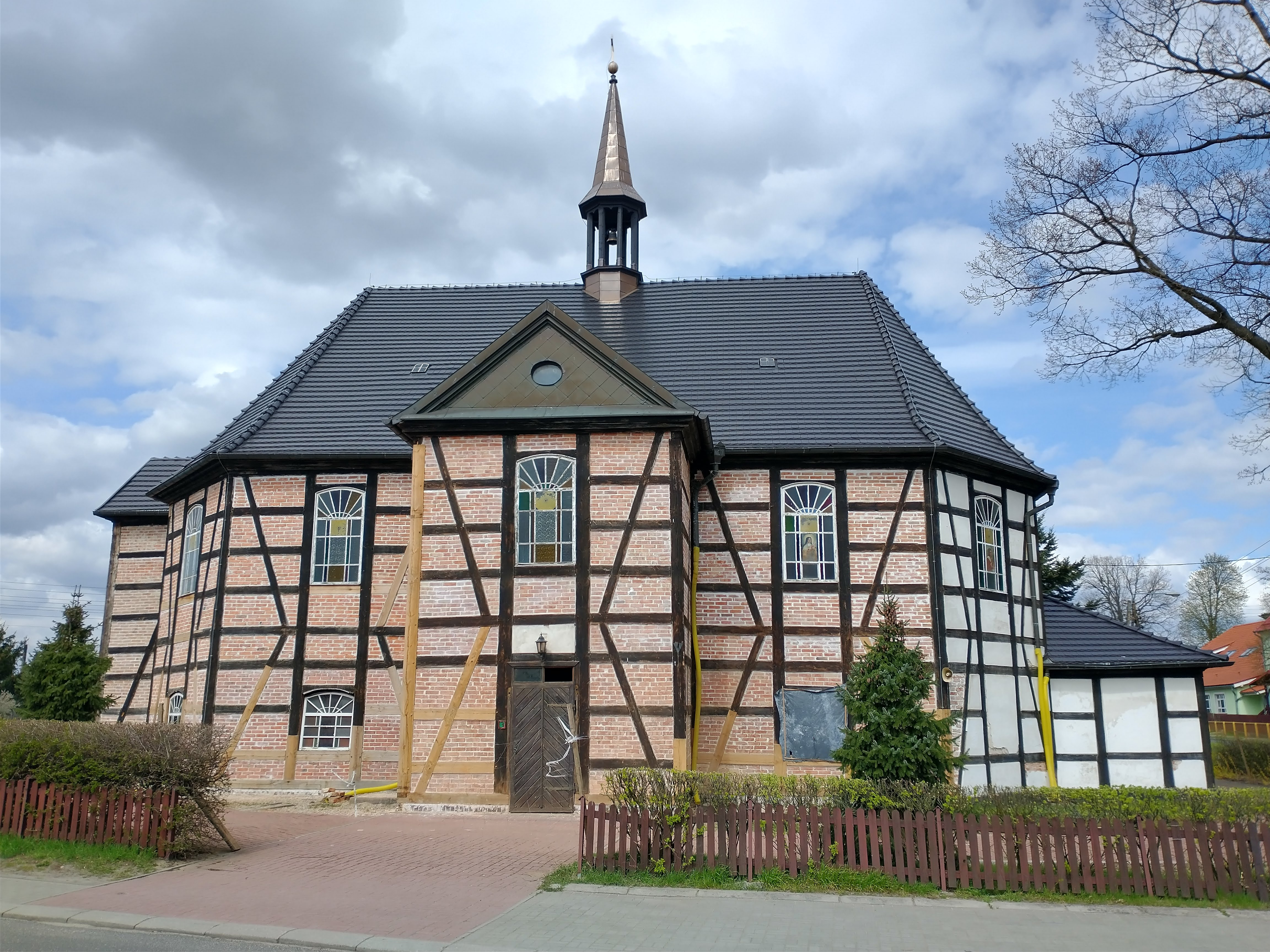
Odsłonięta elewacja z wypełnieniem ceglanym

Kościół pw. Najświętszego Serca Pana Jezusa w Lubięcinie – katolicki kościół parafialny znajdujący się w Lubięcinie (gmina Nowa Sól). Funkcjonuje przy nim parafia pw. Najświętszego Serca Pana Jezusa.

## Historia
Stojący w centrum wsi obiekt powstał w 1747, jako ewangelicki dom modlitwy. Sygnaturkę dobudowano później - w 1862. W 1945 został zmieniony w świątynię katolicką. W 1960 zlikwidowano arkady łączące filary w części wschodniej. Po wojnie oryginalną posadzkę ceglaną zastąpiono drewnianą i lastrikową. Poważny remont przeprowadzono w 1985 (m.in. założono boazerie wewnątrz). W 1987 wykonano sklepienie pozorne, jak również wymieniono stolarkę okienną i drzwiową. Nieznana jest data zamurowania części otworów okiennych (zapewne przed 1990). Zachowana dokumentacja fotograficzna z 1958 pokazuje, że w okresie po II wojnie światowej poszczególne otwory, dzisiaj zamurowane, posiadały oszklenie.

## Architektura
Salowa, ryglowa świątynia wybudowana została na rzucie wydłużonego ośmioboku. Od południa, północy i zachodu dobudowano dość płytkie kruchty. Kościół nakryto dachem wielospadowym (ryzality - dachami dwuspadowymi). Na środku dachu umieszczona jest sygnaturka z krzyżem. Okna rozmieszczone są w dwóch poziomach (niektóre z nich zamurowane), wszystkie zamknięte łukami odcinkowymi (szklenie współczesne).

## Wnętrze
Wnętrze obiega empora. Wspiera się ona na ośmiu filarach z drewna i dwóch kolumnach (kapitele kompozytowe). W części zachodniej znajduje się chór muzyczny z wybrzuszonym parapetem w centrum. Prospekt organowy pochodzi z przełomu XVIII i XIX wieku. W prezbiterium znajduje się architektoniczny, przyścienny ołtarz pochodzący z drugiej połowy XVIII wieku. Całość wnętrza wtórnie przekryto sklepieniem pozornym. Wyposażenie w większości barokowe.

## Otoczenie
Przy kościele stoi parterowa, murowana plebania z 1 połowy XIX wieku. Oprócz tego na terenie przykościelnym stoją: dzwonnica murowana, Pietà i figura Serca Jezusowego. 
We wsi (na cmentarzu) stoi jeszcze drugi kościół - jest to świątynia cmentarna z pierwszej połowy XVIII wieku.